# 이노베이션 관리
이노베이션 관리(Innovation management) 또는 혁신 관리는 혁신 프로세스 관리와 변화관리를 결합한 것이다. 이는 제품, 비즈니스 프로세스, 마케팅 및 조직 혁신을 의미한다. 혁신 관리는 ISO TC 279에서 개발 중인 ISO 56000(구 50500) 시리즈 표준의 주제이다.
혁신 관리에는 관리자와 작업자 또는 사용자가 프로세스와 목적에 대한 공통된 이해를 바탕으로 협력할 수 있는 일련의 도구가 포함된다. 혁신 관리를 통해 조직은 외부 또는 내부 기회에 대응하고 창의성을 활용하여 새로운 아이디어, 프로세스 또는 제품을 도입할 수 있다. 조직의 제품이나 서비스 개발 및 마케팅에 창의적으로 기여하는 데 모든 수준의 작업자 또는 사용자가 참여한다.
혁신 관리 도구를 활용함으로써 경영진은 조직의 지속적인 발전을 위해 인력의 창의적인 역량을 촉발하고 배치할 수 있다. 일반적인 도구에는 브레인스토밍, 프로토타이핑, 제품 수명주기 관리, 아이디어 관리, 디자인 사고, TRIZ, 단계 게이트 모델, 프로젝트 관리, 제품 라인 계획 및 포트폴리오 관리가 포함된다. 이 프로세스는 검색, 선택, 구현 및 캡처와 같은 일련의 활동을 반복하여 조직, 기술 및 시장의 진화적인 통합으로 볼 수 있다.
경쟁이 심화되고 출시 기간이 단축됨에 따라 제품이나 서비스의 제품 수명 주기가 점점 짧아지고 있으며, 이에 따라 조직은 출시 기간을 단축해야 한다. 따라서 혁신 관리자는 품질을 희생하거나 시장 요구를 충족하지 않으면서 개발 시간을 단축해야 한다.

## 같이 보기
- 사회 구성주의
- 디자인 플래닝
- 혁신의 전파
- 기술예측